# روبرتو فیلیپی
روبرتو فیلیپی (انگلیسی: Roberto Filippi؛ زادهٔ ۳۰ ژوئیهٔ ۱۹۴۸) بازیکن فوتبال اهل ایتالیا است.
از باشگاه‌هایی که در آن بازی کرده‌است می‌توان به باشگاه فوتبال رجینا، باشگاه فوتبال بولونیا، باشگاه فوتبال پادوا، باشگاه فوتبال آتالانتا، باشگاه فوتبال چزنا، باشگاه فوتبال ویچنزا، و باشگاه فوتبال ناپولی اشاره کرد.